# Дженкинс, Кэтрин
Кэтрин Дженкинс (англ. Katherine Jenkins; род. 29 июня 1980) — валлийская певица (меццо-сопрано) и автор песен, наиболее известная исполнением в жанре классического кроссовера. Офицер ордена Британской империи (2014).

## Биография

### Ранние годы
Дженкинс родилась в Ните, Уэльс, в семье Сьюзан и Селвила Джонов, имеет сестру Лору. Получила начальное образование в церковной школе в Уэльсе и среднее образование в Dwr-y-Felin Comprehensive School. Участвовала в ряде школьных постановок, посещала уроки пения и класс фортепиано. Между 1991 и 1996 годом Дженкинс являлась членом хора Королевской школы церковной музыки. Позднее на протяжении трёх лет была в составе Национального молодёжного хора Уэльса, дважды выигрывала конкурс BBC Radio 2, устраиваемый среди валлийских женских хоров. В возрасте 17 лет Дженкинс выиграла стипендию на обучение в Королевской академии музыки, которую окончила с отличием, получив диплом учителя музыки. После окончания академии непродолжительное время проработала внештатным учителем пения, гидом на колесе обозрения в Лондоне и моделью, завоевав титул «Лицо Уэльса 2000». Затем она решила начать музыкальную карьеру. Дженкинс прошла прослушивание на студии Universal Classics and Jazz, заключившей с ней контракт на шесть альбомов.

### Карьера
В октябре 2003 года Дженкинс спела в Вестминстерском соборе по случаю серебряного юбилея Иоанна Павла II. В том же году выступила в Сиднейском оперном театре. В 2004 году вышел первый студийный альбом Дженкинс «Première». Успешные продажи первого альбома сделали Кэтрин Дженкинс наиболее продаваемым исполнителем меццо-сопрано. В период между 2004 и 2008 годами шесть студийных альбомов Дженкинс занимали первые места в классических чартах Великобритании, а общий объём продаж составил более 4 миллиона копий. В 2005 и 2006 годах певица становится обладателем награды Classical BRIT Awards в номинации «Альбом года». 20 и 21 июля 2012 года, совместно с хором Мормонской Скинии, Кэтрин Дженкинс участвовала в концерте в честь Дня пионеров в Солт-Лейк-Сити, Юта. В 2014 году Кэтрин Дженкинс была награждена орденом Британской империи за вклад в музыку и благотворительную деятельность.

## Личная жизнь
В октябре 2013 года Дженкинс стала встречаться с американским режиссёром и продюсером Эндрю Левитасом. В апреле 2014 года пара объявила о своей помолвке. Свадьба состоялась 27 сентября 2014 года в Хэмптон-корте. В сентябре 2015 года Дженкинс родила дочь Аалию Рейн, а в апреле 2018 года — сына Зандера Роберта Селуина.

## Дискография
Студийные альбомы:
- Première (2004)
- Second Nature (2004)
- Living a Dream (2005)
- Serenade (2006)
- From the Heart (2006)
- Rejoice (2007)
- Sacred Arias (2008)
- Believe (2009)
- Daydream (2011)
- This Is Christmas (2012)
- Home Sweet Home (2014)
- Celebration (2016)
- Guiding Light (2018)
- Cinema Paradiso (2020)

## Фильмография
| Название                | Год                         | Роль               |
| ----------------------- | --------------------------- | ------------------ |
| Доктор Кто (сериал)     | 2010 (Рождественская песнь) | Абигейл Петтигрю   |
| Madonna Mania           | 2005                        | Performer          |
| Преуспевающие люди      | 2006                        | Dante's Girlfriend |
| Под сенью млечного леса | 2014                        | Polly Garter       |